# John Hubley
John Hubley (21 de maio de 1914, Marinette, Estados Unidos — 21 de fevereiro de 1977, New Haven, Estados Unidos) foi um cineasta de animação e produtor de cinema americano.